# Črešnjevci
Črešnjevci is een plaats in Slovenië die deel uitmaakt van de Sloveense gemeente Gornja Radgona in de NUTS-3-regio Pomurska. De plaats telde 741 inwoners op 1 januari 2020.